# Dusona montana
Dusona montana är en stekelart som först beskrevs av Per Abraham Roman 1929.  Dusona montana ingår i släktet Dusona och familjen brokparasitsteklar. Arten är reproducerande i Sverige. Inga underarter finns listade i Catalogue of Life.